# Incidente de Leticia
Incidente de Leticia es el nombre con el que se conoce a un conflicto territorial ocurrido en la zona fronteriza de Colombia y Perú, que fue el detonante de la guerra entre ambos países de 1932 a 1933. Sucedió el 1 de septiembre de 1932, cuando un grupo de militares y civiles peruanos capturaron el puerto de Leticia (sobre el río Amazonas), que el Perú había cedido hacía pocos años a Colombia, según lo acordado en el Tratado Salomón-Lozano de 1922. Dicho poblado estaba habitado por peruanos que se negaban a aceptar la presencia colombiana y reclamaban al gobierno del presidente Luis Miguel Sánchez Cerro que revisara el tratado con Colombia.

## Antecedentes
Tuvo como antecedente al Tratado Salomón-Lozano, suscrito el 24 de marzo de 1922 entre el Perú y Colombia, por el cual se cedían inmensos territorios peruanos situados en el departamento de Loreto a Colombia, entre los que se hallaba el Trapecio Amazónico, con poblados como Leticia, a orillas del río Amazonas, donde vivían miles de peruanos.
En el Perú, dicho tratado fue mantenido en secreto durante más de cinco años, hasta el 20 de diciembre de 1927, fecha en que fue aprobado sorpresivamente por el Congreso Peruano, mediante Resolución Legislativa N.º 5940, ante una orden terminante del presidente Augusto B. Leguía. Tres meses después, en marzo de 1928, se produjo en Bogotá el canje de ratificaciones. Y finalmente el tratado se consumó con la entrega física de los territorios el 17 de agosto de 1930, a escasos días de la caída de Leguía. A partir de entonces, hubo roces entre peruanos y colombianos en la zona.

## El plan

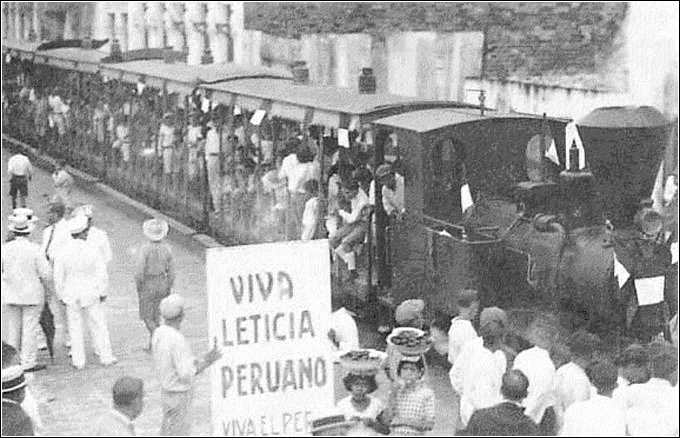
Manifestantes peruanos protestando por la cesión del puerto de Leticia a Colombia.

Los habitantes de Loreto reaccionaron ante la entrega de parte de su territorio y el 27 de agosto de 1932 se celebró una asamblea en un local de la calle Ramírez Hurtado de la ciudad de Iquitos, en donde se constituyó en la Junta Patriótica Nacional, presidida por el teniente coronel Isauro Calderón, el capitán de corbeta Hernán Tudela y Lavalle, los ingenieros Óscar H. Ordóñez de la Haza y Luis A. Arana, los doctores Guillermo Ponce de León, Ignacio Morey Peña, Pedro del Águila Hidalgo y Manuel I. Morey.
Se adoptaron todas las providencias y la coordinación con los comandos militares de Iquitos, la provisión de armamento y todo cuanto era pertinente. Su lema era «Por la patria, todo por la patria».

## Los jefes
El jefe de la operación fue el alférez Juan Francisco La Rosa Guevara (comandante de la guarnición que tenía bajo su jurisdicción las zonas de Caballococha, Chimbote y Ramón Castilla). Su ejecutor fue el ingeniero Óscar Ordóñez de la Haza, pues se acordó que el movimiento de recuperación fuera netamente civil, para no comprometer el país. Entre los jefes de grupo estaban Alejandro Gonzales, Romeo Rodríguez, Carlos B. Lozano, Humberto Villacorta y Demetrio Sifuentes.

## La toma de Leticia
El 1 de septiembre de 1932 un grupo de 48 ciudadanos peruanos de Loreto, al mando del ingeniero y músico Óscar Ordóñez de la Haza y del alférez del Ejército Peruano (r) Juan Francisco La Rosa Guevara, irrumpieron en Leticia para reclamarla como peruana,  la guarnición colombiana allí destacada estaba conformada por 18 policías comandados por el coronel Luis Acevedo y que tenía como segundo jefe al mayor Jorge Pinzón.
Los civiles entraron y ocurrió un pequeño tiroteo donde murieron 3 personas, al final La policía colombiana fue desarmada, así como las autoridades de ese país, incluido el intendente del Amazonas Alfredo Villamil Fajardo, siendo conminadas a abandonar Leticia con dirección el Brasil.

## Repercusiones
El suceso sorprendió tanto al gobierno de Colombia como al de Perú. El gobierno colombiano de Enrique Olaya Herrera protestó por la ocupación y lo consideró como un suceso de rebelión interna. Por su parte el presidente peruano Luis Miguel Sánchez Cerro, inicialmente lo consideró como obra de sus enemigos políticos (apristas y comunistas) y empezó a buscar una solución conciliatoria; sin embargo, la presión de la opinión pública peruana le haría pronto variar radicalmente su posición.
Sánchez Cerro decidió finalmente dos regimientos del Ejército Peruano a Leticia, Buenos Aires, Tarapacá y varios asentamientos se encontraban en la Intendencia del Amazonas, actualmente en el sur de Colombia.

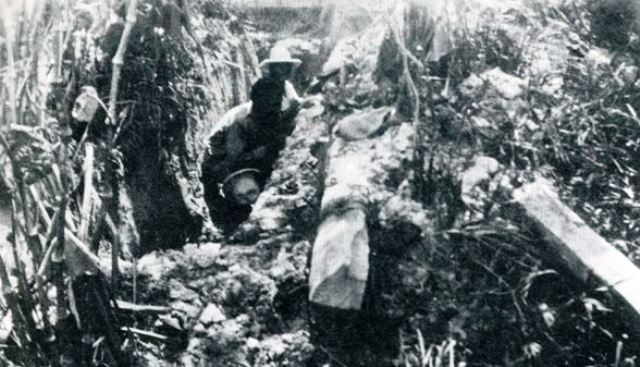
Trincheras del ejercito peruano en Leticia.

Ambos países se prepararon para la guerra, llegando a ocurrir varios choques armados a lo largo del Putumayo, destacándose el Batalla de Tarapacá el 14 de febrero  y el Batalla de Güepí el 26 de marzo de 1933, puerto peruano sobre el río putumayo y en el cual el ejército de Colombia derrota a la guarnición peruana apostada allí, tomándose dicho puerto.
El 25 de junio de 1933 las tropas peruanas se retiran de Leticia, entregándola a la delegación de la Liga de Naciones, y el conflicto finaliza.
Colombia y Perú se reunieron luego en Río de Janeiro, donde se firma el Protocolo de Río de Janeiro (1934) para pactar la paz, y quedó ratificado el Tratado Salomón-Lozano de 1922, aún hoy día vigente y aceptado por ambas partes.